# Okartowo
Okartowo (niem. Eckersberg) – wieś w Polsce położona w województwie warmińsko-mazurskim, w powiecie piskim, w gminie Orzysz.
Wieś leży nad brzegiem jeziora Śniardwy i jeziora Tyrkło, przy drodze krajowej nr 16, 6 km na zachód od Orzysza.
W latach 1975–1998 miejscowość administracyjnie należała do województwa suwalskiego.
We wsi, nad brzegiem jeziora Śniardwy znajduje się Stacja Ratownictwa Wodnego, główna baza Mazurskiej Służby Ratowniczej, założona w 1978 roku.
Miejscowość jest siedzibą parafii rzymskokatolickiej, należącej do dekanatu Biała Piska, diecezji ełckiej.

## Historia
Wieś powstała w II połowie XV wieku.
W połowie XIV w. (ok. 1340) Krzyżacy na miejscu dawnego grodziska pruskiego wznieśli strażnicę. Została ona poważnie uszkodzona w czasie najazdów Litwinów dowodzonych przez Kiejstuta w 1361, a w 1379 całkowicie zniszczona. Osada powstała około roku 1485. Lokacja wsi nastąpiła w 1492 r. Kościół wybudowano w 1799 r., gruntownie odbudowany po zniszczeniach I wojny światowej.
Nad jeziorem Tyrkło, około 2 km od wsi, znajdują się ślady po wczesnośredniowiecznym grodzisku pruskim.

## Zabytki

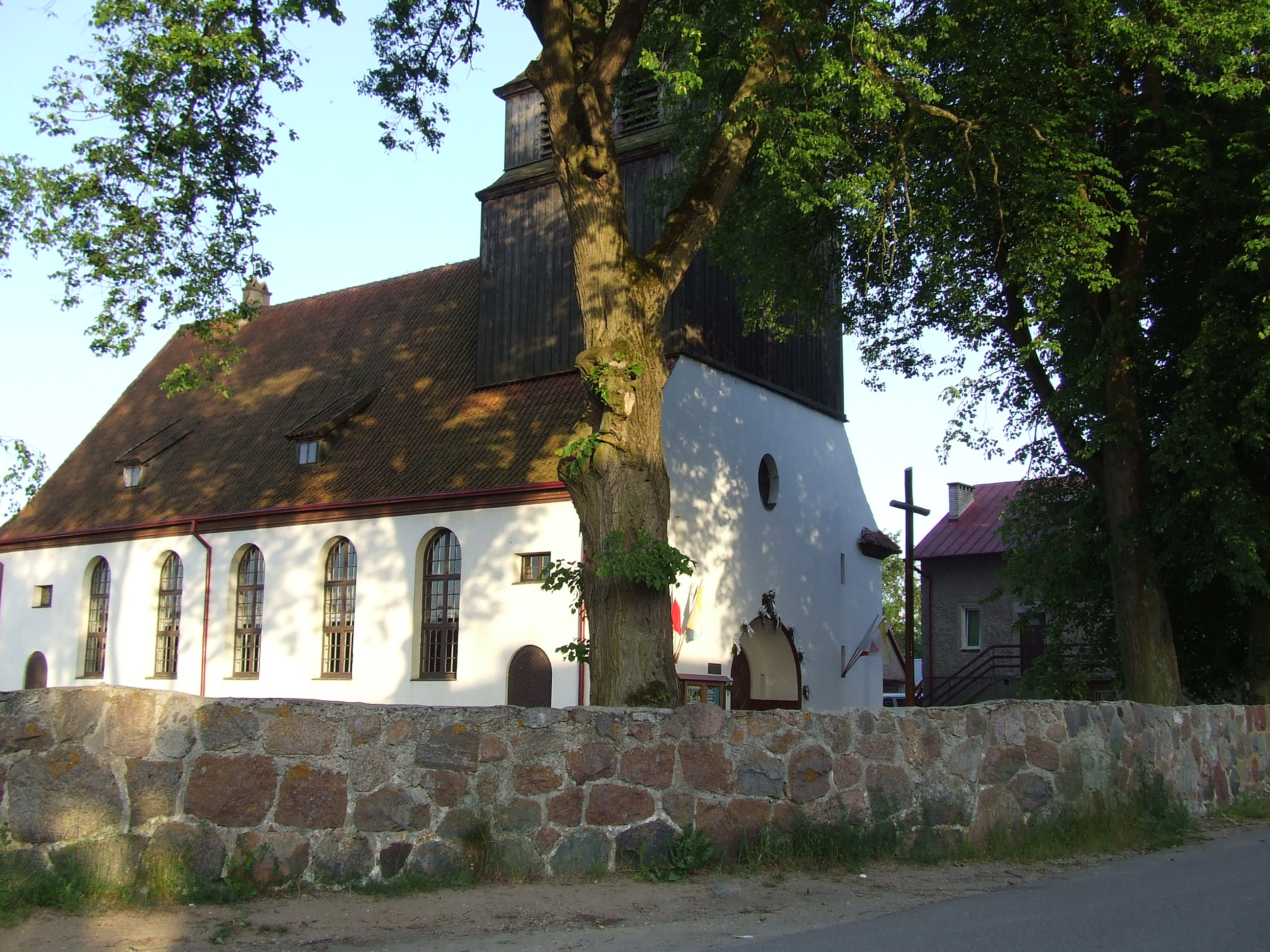
Kościół w Okartowie

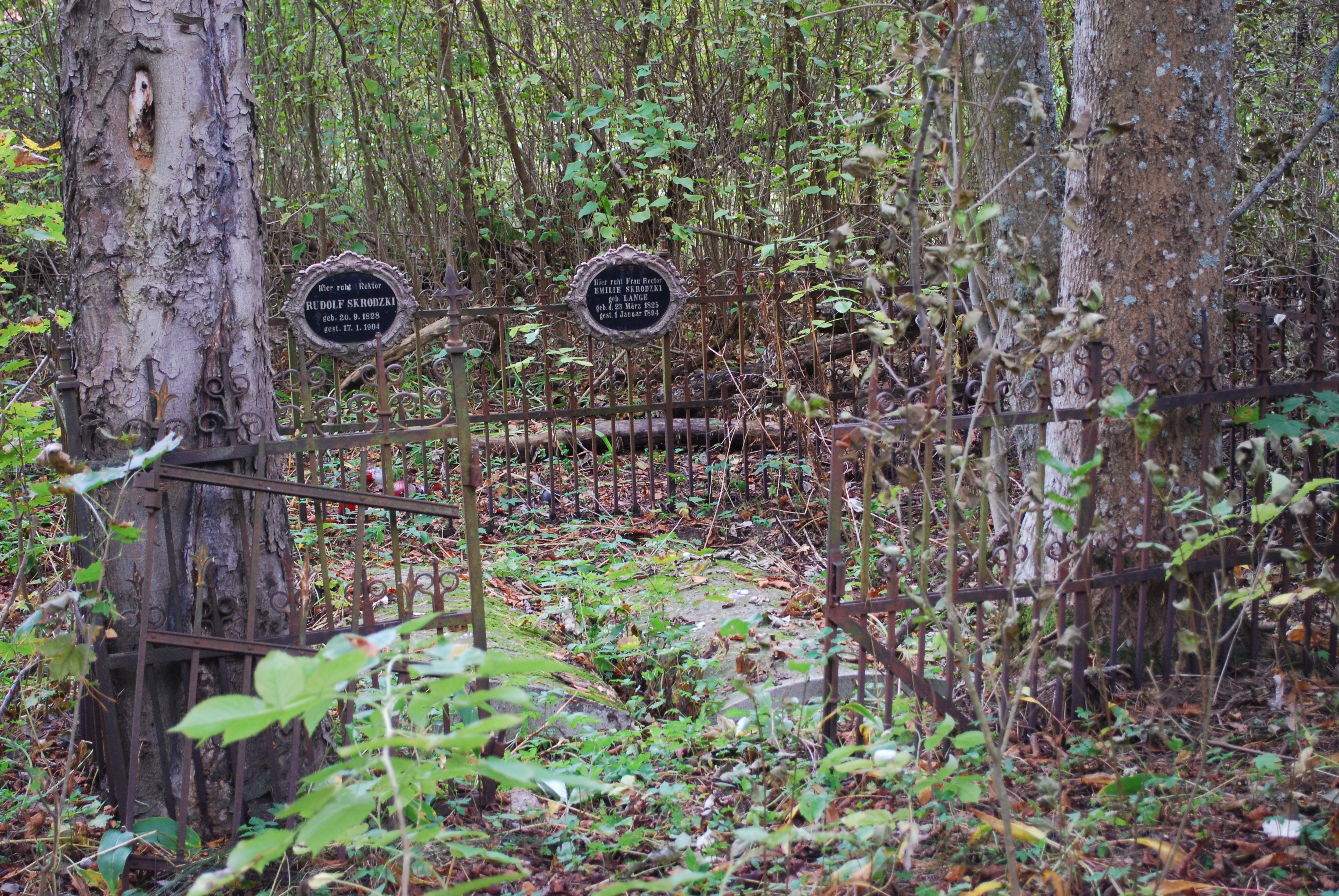
Cmentarz ewangelicki

### Zabytki wpisane do rejestru zabytków
- Kościół z XVIII wieku, odbudowany po I wojnie światowej – nr rej.: 662 z 10.03.1989.[7]

Świątynia powstała w miejscu zamku krzyżackiego. Wieża w dolnej części murowana, w górnej drewniana, kryta gontem. Ściany, strop i empory pokryte polichromią o motywach roślinno-geometrycznych i symbolicznych, umieszczonych w prostokątnych płycinach, pomiędzy którymi znajdują się cytaty z Biblii w języku niemieckim. Ołtarz główny i ambona barokowe. W murze otaczającym kościół tablica upamiętniająca odbudowę ze zniszczeń I wojny światowej.
- Dawny cmentarz ewangelicki założony w I połowie XIX wieku – nr rej.: 817 z 27.06.1991.[9]

Najstarszy zachowany nagrobek z 1849 r.
Pochówek o szczególnym znaczeniu: Rektor Rudolf Skrodzki (20.9.1828 – 17.1.1904).
Na cmentarzu znajduje się kwatera wojenna z okresu I wojny światowej. Pochowanych w niej jest trzech żołnierzy i pracownik cywilny armii niemieckiej oraz nieznany żołnierz armii rosyjskiej:
1. Ldstrm. August Tieß z 5. Komp. Ldstrm. Inf. Batl. Lötzen I †4.9.1914
2. Gefr. d. Res. Rudolf Will Scheinwerfer z Abt. Lötzen Pion. Batl. I †11.11.1914
3. Arm. Soldat Hans Dobberstein z 1. Komp. Arm. Batl. 58 †17.7.1915
4. Ziv. Arm. Arb. Hermann August Richter Baul. Süd. Fortif. d. Feste Boyen †15.10.1914
5. żołnierz armii rosyjskiej †1914-15.[11]

### Inne zabytki ujęte w gminnej ewidencji zabytków
- Zespół dworca kolejowego wzniesiony w drugim dziesięcioleciu XX wieku:
  - Dworzec[12]
  - Dwa budynki gospodarcze[13][14]
  - Pozostałości magazynu[15]
- Trzy domy murowane wzniesione w latach 20. XX wieku[16][17][18].